# Nazionale maschile under 18 di pallacanestro della Colombia
La nazionale di pallacanestro colombiana Under-18 è una selezione giovanile della nazionale colombiana di pallacanestro, ed è rappresentata dai migliori giocatori di nazionalità colombiana di età non superiore ai 18 anni.
Partecipa a tutte le manifestazioni internazionali giovanili di pallacanestro per nazioni gestite dalla FIBA.

## Partecipazioni

### FIBA Americas Under-18 Championship for Men
- 2012 - 8°